# Naujamiestis

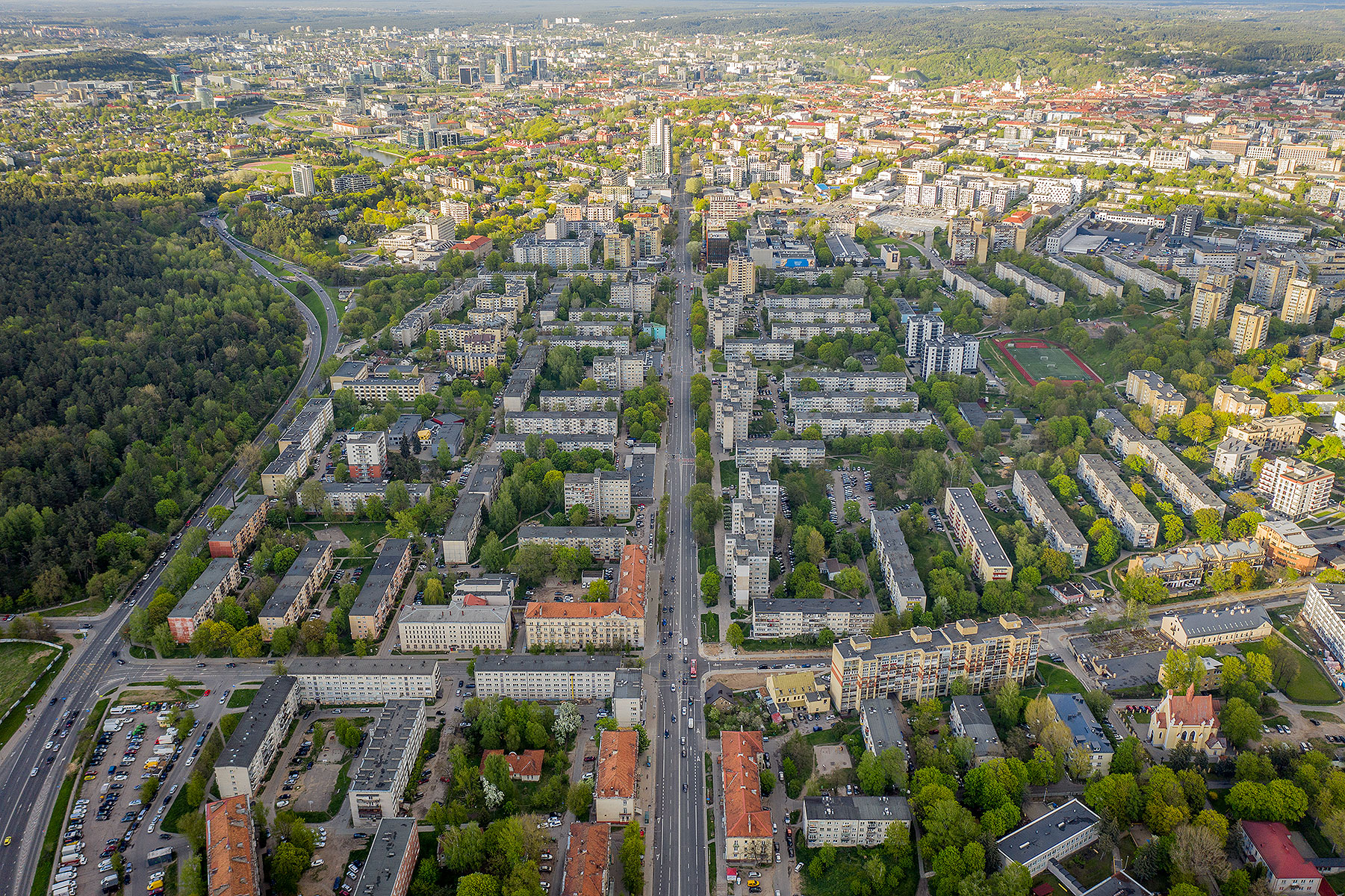
Luftbild

Naujamiestis (deutsch „Neustadt“, polnisch Nowe Miasto) ist ein Stadtteil von Vilnius, der am linken Ufer der Neris im Zentrum der Stadt liegt. Es gibt den Vingio parkas an der Neris.

## Straßen
- Savanorių prospektas
- Mikalojaus Konstantino Čiurlionio gatvė
- Mindaugo, Algirdo, Švitrigailos, Vytenio, Žemaitės, Kauno g.

## Organisationen mit Sitz in Naujamiestis
Behörden
- Oberste Wahlkommission der Republik Litauen
- Litauisches Patentamt

Bildung
- Kazimieras-Simonavičius-Universität
- Designkolleg Vilnius
- die Wirtschaftsfakultät von Kollegium Vilnius
- die Chemiefakultät und die Mathematik- und Informatikfakultät der Universität Vilnius
- zwei Fakultäten der VGTU
- Chorsingenschule Liepaitės
- Židinio-Erwachsenengymnasium Vilnius
- Lietuvos radijas ir televizija

Wirtschaft
- Bitė Lietuva
- Konzernzentrale von Achemos grupė
- Luminor Bank, AB
- Bank Snoras (bis zur Insolvenz)
- Energieunternehmen Energijos skirstymo operatorius
- Gasunternehmen Lietuvos dujos
- Lietuvos kuras
- Mano būstas
- Metoil
- Montuotojas